# Nehmten
Nehmten település Németországban, Schleswig-Holstein tartományban. Lakosainak száma 302 fő (2023. december 31.).

## Népesség
A település népességének változása:
| Lakosok száma | 216  | 285  | 288  | 305  | 307  | 302  |
|               | 1975 | 2014 | 2019 | 2021 | 2022 | 2023 |